# كارلوس دوارتي كوستا
كارلوس دوارتي كوستا (بالبرتغالية: Carlos Duarte Costa) هو كاهن كاثوليكي برازيلي، ولد في 21 يوليو 1888 في ريو دي جانيرو في البرازيل، وتوفي بنفس المكان في 26 مارس 1961.